# اجتماع‌گرایی
اجتماع‌گرایی(به انگلیسی: Communitarianism) یا باهَمِستان‌گرایییا باهَمادگراییفلسفه ایست که بر پیوند میان فرد و اجتماع تأکید می‌کند. این فلسفه می‌گوید که هویت و شخصیت اجتماعی فرد به‌طور گسترده‌ای با روابط اجتماعی شکل می‌گیرد و میزان کمتری به فردگرائی وابسته است. اگر چه جامعه ممکن است یک خانواده باشد، جامعه‌شناسی معمولاً به معنای وسیع‌تر و فلسفی به جامعه به عنوان مجموعه‌ای از تعاملات، در میان یک جامعه از مردم در یک مکان خاص (موقعیت جغرافیایی) یا در میان جامعه‌ای که علاقه‌ای را به اشتراک می‌گذارند می‌نگرد.

## واژه‌شناسی
فلسفه اجتماع‌گرایی در قرن بیستم ریشه دارد، اما اصطلاح اجتماع‌گرا در سال 1841 توسط جان گودوین بارمبی، یکی از رهبران جنبش چارتیست بریتانیا ابداع شد که از آن برای اشاره به سوسیالیست های آرمان شهری و دیگر آرمانگرایانی که با سبک های زندگی جمعی کار می کردند، استفاده کرد. با این حال، در دهه 1980 بود که اصطلاح اجتماع‌گرایی از طریق ارتباط با آثار یک گروه کوچک از فیلسوفان سیاسی رایج شد. کاربرد برچسب اجتماع‌گرا حتی در میان خوداجتماع‌گرایان جنجالی بود، زیرا در غرب، این اصطلاح تداعی های ایدئولوژی سوسیالیسم و جمع گرایی را برمی انگیزد؛ بنابراین، رهبران عمومی - و برخی از دانشگاهیانی که از این مکتب فکری حمایت می کنند - معمولاً از اصطلاح اجتماع‌گرا اجتناب می کنند، در حالی که همچنان ایده های اجتماع‌گرایی را ترویج کرده و پیش می برند.

## ریشه ها
اگرچه اصطلاح اجتماع‌گرا در اواسط قرن نوزدهم ابداع شد، اما ایده هایی که ماهیتاً اجتماع‌گرایانه هستند، بسیار پیشتر وجود داشتند. آنها در برخی از آموزه های کلاسیک سوسیالیستی (مانند نوشته ها درباره اجتماع اولیه و همبستگی کارگران) و پیشتر از آن در "عهد جدید" یافت می شوند. اجتماع‌گرایی به راهبان اولیه برمی گردد.
تعدادی از جامعه شناسان اولیه عناصر قوی اجتماع‌گرایانه در آثار خود داشتند، مانند فردیناند تونیس در مقایسه Gemeinschaft (جوامع سرکوبگر اما پرورنده(اجتماع)) و Gesellschaft (جوامع رهایی بخش اما بی روح(جامعه))، و نگرانی های امیل دورکیم درباره نقش یکپارچه کننده ارزش های اجتماعی و روابط میان فرد و جامعه. هر دو نویسنده از خطرات بی هنجاری (بی قاعدگی) و بیگانگی در جوامع مدرن متشکل از افراد منفرد که آزادی خود را به دست آورده اما ریشه های اجتماعی خود را از دست داده بودند، هشدار دادند.
جامعه شناسان مدرن شاهد ظهور یک جامعه توده ای و افول پیوندهای جمعی و احترام به ارزش ها و مقامات سنتی در ایالات متحده از دهه 1960 بودند. از جمله کسانی که این مسائل را مطرح کردند، رابرت نیسبت (غروب اقتدار)، رابرت ان. بلا (عادات قلب)، و آلن ارنهالت (شهر گمشده: فضایل فراموش شده جامعه در آمریکا) بودند. در کتاب "بولینگ به تنهایی" (2000)، رابرت پاتنام از افول "سرمایه اجتماعی" مستند سازی کرد و بر اهمیت "سرمایه اجتماعی پل زننده" تأکید کرد که در آن پیوندهای ارتباطی در میان گروه های اجتماعی متنوع شکل می گیرند.
در قرن بیستم، اجتماع‌گرایی همچنین به عنوان یک فلسفه توسط دوروتی دی و "جنبش کارگر کاتولیک" شکل گرفت. کارگر کاتولیک در یک مقاله اولیه، آموزه بدن رازآمیز مسیح را به عنوان پایه جامعه گرایی این جنبش روشن ساخت. در راستای مشابه، اجتماع‌گرایی همچنین با فلسفه شخصیت گرایی امانوئل مونیه مرتبط است.
در پاسخ به انتقاد مبنی بر اینکه اصطلاح "جامعه" بسیار مبهم است یا نمی تواند تعریف شود، امیتای اتزیونی، یکی از رهبران جنبش اجتماع‌گرایی آمریکا، اشاره کرد که اجتماعات می توانند با دقت معقولی با داشتن دو ویژگی تعریف شوند:
نخست، تار و پود روابط سرشار از عواطف در میان یک گروه از افراد، روابطی که اغلب به صورت متقابل، رو در رو و دارای تاریخی طولانی هستند.
دوم، یک مجموعه از ارزش ها تقویت شده، معانی و یک دستگاه نمادین مشترک مانند مذهب، ایدئولوژی، نژاد یا اخلاقیات.

## جامعه گرایی آکادمیک
سرمایه اجتماعی
برخی از استادان دانشگاه که اجتماع‌گرایی را ترویج می کنند، بر اهمیت "سرمایه اجتماعی" تأکید می کنند: میزانی که مردم در یک جامعه برای اعتماد متقابل، شبکه ها همکاری و الگوهای مدنی دارند. رابرت پاتنام در کتاب خود "بولینگ به تنهایی" (2000) به افول سرمایه اجتماعی در ایالات متحده پرداخت.
حقوق مثبت
اجتماع‌گرایان بر حقوق مثبت و مسئولیت های اجتماعی تأکید می کنند، نه فقط بر حقوق منفی یا آزادی های شخصی. آنها می گویند نظریه های عدالت لیبرال به اندازه کافی ارزش جامعه را به رسمیت نمی شناسند. یکی از اهداف اجتماع‌گرایی این است که به حق و حقوق موجود تأکید کند.

## جنبش واکنشی اجتماع‌گرایی
در اوایل دهه 1990، در پاسخ به تصور فروپاشی بافت اخلاقی جامعه که ناشی از فردگرایی افراطی بود، امیتای اتزیونی و ویلیام ای. گالستون شروع به برگزاری جلسات کاری کردند تا رویکردهای اجتماع‌گرایانه به مسائل کلیدی جامعه را بازاندیشی کنند. این امر در نهایت فلسفه جامعه گرایی را از یک گروه آکادمیک کوچک به زندگی عمومی معرفی کرد و محتوای فلسفی آن را دوباره شکل داد.
با نامیدن خود به عنوان "اجتماع‌گرایان واکنشی" به منظور تمایز این جنبش از اجتماع‌گرایان اقتدارگرا، اتزیونی و گالستون به همراه گروهی متنوع از استادان دانشگاه (از جمله مری انن گلندون، توماس اے. اسپراگنز، جیمز فیشکین، بنجامین باربر، هانس یواس، فیلیپ سلزنیک و رابرت ان. بلا) منشور اجتماع‌گرایی واکنشی را تدوین و منتشر کردند. این منشور بر اساس اصول سیاسی مشترک آنها بود و ایده های آن بعداً در کتاب ها و نشریات آکادمیک و عامه پسند تشریح شد و به این ترتیب در غرب اعتباری سیاسی کسب کرد. اتزیونی بعدها شبکه اجتماع‌گرایی را برای مطالعه و ترویج رویکردهای اجتماع‌گرایانه به مسائل اجتماعی تشکیل داد و شروع به انتشار یک نشریه فصلنامه به نام "جامعه پاسخگو" کرد.
اصل اساسی اجتماع‌گرایی واکنشی این است که مردم با دو منبع عمده هنجاری روبرو هستند: خیر مشترک و خودمختاری و حقوق، که در اصل هیچ‌کدام نباید بر دیگری ارجحیت داشته باشد. این می تواند در تضاد با دیگر فلسفه های سیاسی و اجتماعی باشد که فرضیات اصلی خود را از یک اصل فراگیر (مانند آزادی/خودمختاری برای آزادیخواهی) اخذ می کنند. همچنین مدعی است که یک جامعه خوب بر پایه تعادل دقیقی بین آزادی و نظم اجتماعی، بین حقوق فردی و مسئولیت شخصی، و بین ارزش های گوناگون و ارزش های از پیش تعیین شده اجتماعی شکل می گیرد.
اجتماع‌گرایی واکنشی بر اهمیت جامعه و نهادهای آن فراتر از دولت و بازار تأکید می کند، که اغلب کانون توجه دیگر فلسفه های سیاسی هستند. همچنین بر نقش کلیدی جامعه پذیری، فرهنگ اخلاقی و کنترل های اجتماعی غیررسمی به جای اجبار دولتی یا فشارهای بازار تأکید می کند. این رویکرد، گزینه ای برای فردگرایی لیبرال و یک نقطه مقابل عمده برای اجتماع‌گرایی اقتدارگرا ارائه می دهد؛ با تأکید بر اینکه حقوق قوی مستلزم مسئولیت های قوی است و نباید یکی به نام دیگری نادیده گرفته شود.
با پیروی از موضع های جامعه شناختی مرسوم، اجتماع‌گرایی فرض می کنند که شخصیت اخلاقی افراد در طول زمان تنزل می یابد، مگر آنکه این شخصیت به‌طور مداوم و اجتماعی تقویت شود. آنها استدلال می کنند که یکی از کارکردهای اصلی جامعه، به عنوان یک بلوک سازنده زیرساخت اخلاقی، تقویت شخصیت اعضای خود از طریق "صدای اخلاقی" جامعه است، که به عنوان تأیید غیررسمی دیگران، درهم تنیده با شبکه ای از روابط غیررسمی احساسی، توسط جوامع فراهم می شود.

### نفوذ
اجتماع‌گرایان واکنشی نقش عمومی قابل توجهی ایفا کرده اند و خود را به عنوان بنیانگذاران نوعی جنبش محیط زیستی متفاوت معرفی می کنند، جنبشی که به تقویت جامعه (در مقابل دولت) و نه طبیعت اختصاص دارد. همانند محیط زیست گرایی، اجتماع‌گرایی نیز مخاطبانی را در سراسر طیف سیاسی جلب می کند، هرچند در برخی گروه ها بیشتر از سایرین مورد پذیرش قرار گرفته است.
اگرچه اجتماع‌گرایی یک مکتب فلسفی کوچک است، اما بر گفتگوهای عمومی و سیاست تأثیر قابل توجهی داشته است. شباهت های زیادی میان تفکر اجتماع‌گرایی و "راه سوم"، اندیشه سیاسی دموکرات های میانه رو در ایالات متحده، و "میانه جدید" در آلمان وجود دارد.
اجتماع‌گرایی نقش کلیدی در بازسازی حزب کارگر سوسیالیست بریتانیا به "کارگر جدید" توسط تونی بلر و نقش کوچکتری در کمپین های انتخاباتی بیل کلینتون، رئیس جمهور سابق ایالات متحده داشت. سیاستمداران دیگری نیز مضامین کلیدی اجتماع‌گرایی را تکرار کرده اند، مانند هیلاری کلینتون که از دیرباز معتقد بود برای بزرگ کردن یک کودک نه تنها والدین، خانواده، دوستان و همسایگان، بلکه یک "روستا" یا جامعه کامل لازم است.
همچنین پیشنهاد شده است که محافظه کاری با شفقت که از سوی جرج بوش در کمپین انتخاباتی ریاست جمهوری سال 2000 مطرح شد، نوعی تفکر محافظه کارانه جامعه گرایانه بود، هرچند او آن را در برنامه سیاستی خود پیاده نکرد. سیاست های مورد استناد شامل حمایت اقتصادی و گفتمانی از آموزش، داوطلبی و برنامه های جامعه محور، و همچنین تأکید اجتماعی بر ترویج خانواده ها، آموزش شخصیتی، ارزش های سنتی و پروژه های مبتنی بر ایمان بوده است.
باراک اوباما در کتاب "جسارت امید" به ایده ها و آرمان های جامعه گرایی صدا بخشید و در طول کمپین انتخاباتی ریاست جمهوری 2008 بارها از آمریکایی ها خواست تا "سیاست خود را بر مفهوم خیر مشترک بنا کنند"، برای "عصر مسئولیت پذیری" آماده شوند، و از سیاست های هویتی فاصله بگیرند و در عوض به ایجاد وحدت در سراسر جامعه بپردازند. با این حال، برای بسیاری در غرب، واژه جامعه گرایی تداعی کننده مفاهیم اقتدارگرایانه و اجتماع‌گرایانه است، بنابراین بسیاری از رهبران عمومی - و حتی برخی از استادان دانشگاه که قهرمانان این مکتب محسوب می شوند - از این واژه اجتناب می کنند، اگرچه ایده های آن را پیش می برند.
با توجه به غلبه سیاست های لیبرال و محافظه کار در ایالات متحده، هیچ حزب عمده و تعداد کمی از منتخبان به‌طور علنی از اجتماع‌گرایی حمایت می کنند. بنابراین در مورد سیاست های فردی اجماعی وجود ندارد، اما برخی از آنها که اکثر اجتماع‌گرایان از آنها حمایت می کنند، تصویب شده اند. با این حال، یک جناح کوچک از اجتماع‌گرایان در حزب دموکرات وجود دارد؛ اجتماع‌گرایان برجسته شامل باب کیسی جونیور، جو دونلی و کلر مک کاسکیل هستند. بسیاری از دموکرات های جامعه گرا بخشی از ائتلاف سگ آبی هستند. بسیار ممکن است [به گفته چه کسی؟] که زیربنای ایدئولوژیکی راست-آزادیخواه ایالات متحده از ظهور جناح های عمده اجتماع‌گرایانه جلوگیری کرده باشد.
دانا میلبانک، نویسنده واشینگتن پست، درباره اجتماع‌گرایان مدرن گفت: "هنوز چیزی به نام یک اجتماع‌گرای دارنده کارت عضویت وجود ندارد و بنابراین در مورد سیاست ها اجماعی وجود ندارد. برخی مانند جان دی ایلیو و مشاور خارجی بوش، ماروین اولاسکی، راه حل های مذهبی برای جوامع را ترجیح می دهند، در حالی که دیگران مانند اتزیونی و گالستون، رویکردهای غیرمذهبی را ترجیح می دهند."
در اوت 2011، نشریه راست-آزادیخواه Reason Magazine با همکاری سازمان Rupe یک نظرسنجی تلفنی از 1200 آمریکایی انجام داد. این نظرسنجی Reason-Rupe نشان داد که "آمریکایی ها را نمی توان به راحتی در گروه های 'لیبرال' یا 'محافظه کار' دسته بندی کرد". به‌طور خاص، 28٪ دیدگاه های محافظه کارانه، 24٪ دیدگاه های آزادیخواهانه، 20٪ دیدگاه های جامعه گرایانه و 28٪ دیدگاه های لیبرال را ابراز کردند. حاشیه خطا ±3 بود.
یک نظرسنجی مشابه گالوپ در سال 2011 شامل پاسخ های احتمالی میانه رو/معتدل نیز بود. در آن نظرسنجی، 17٪ دیدگاه های محافظه کارانه، 22٪ دیدگاه های آزادیخواهانه، 20٪ دیدگاه های اجتماع‌گرایانه، 17٪ دیدگاه های میانه رو و 24٪ دیدگاه های لیبرال را ابراز کردند. این سازمان از اصطلاح "هر چه بزرگتر بهتر" برای توصیف اجتماع‌گرایی استفاده کرد.
حزب تحریک انصاف پاکستان، اولین حزب سیاسی در جهان محسوب می شود که اجتماع‌گرایی را به عنوان یکی از ایدئولوژی های رسمی خود پذیرفته است. این حزب اجتماع‌گرایی اسلامی را با تأکید بر مفاهیم امت، اتحاد، برادری و تعاون دنبال می کند.
در اروپا، اجتماع‌گرایان مدرن شامل حزب محافظه کار در انگلستان، بخش کوچکی از حزب سوسیال دموکرات در آلمان و حزب دموکرات مسیحی هلند هستند. گفته می شود مانوئل والس، کاندیدای انتخابات ریاست جمهوری فرانسه در سال 2022، یک اجتماع‌گرای مدرن است.
در آسیا، جنبش جامعه گرایی چینگ چادسما در تایلند و حزب دموکراتیک پیشرفت سنگاپور به عنوان احزاب سیاسی اجتماع‌گرا شناخته می شوند. همچنین گفته می شود که اردوغان در ترکیه، پوتین در روسیه و اورربیر در مجارستان اجتماع‌گرایی نوظهور را نمایندگی می کنند.
در آفریقا، حزب کنگره ملی آفریقای جنوبی و حزب حاکم اقتصادی سابق زیمبابوه، اتحادیه ملی آفریقایی-پاتریوتیک فرنت، هر دو از ایده های اجتماع‌گرایی پشتیبانی می کنند.
به‌طور کلی، اگرچه اجتماع‌گرایی در دهه های اخیر از اهمیت کمتری در سیاست های غربی برخوردار بوده است، اما در برخی کشورهای دیگر هنوز نفوذ قابل توجهی دارد و به تدریج در سراسر جهان رشد می کند.

## مقایسه با دیگر فلسفه های سیاسی

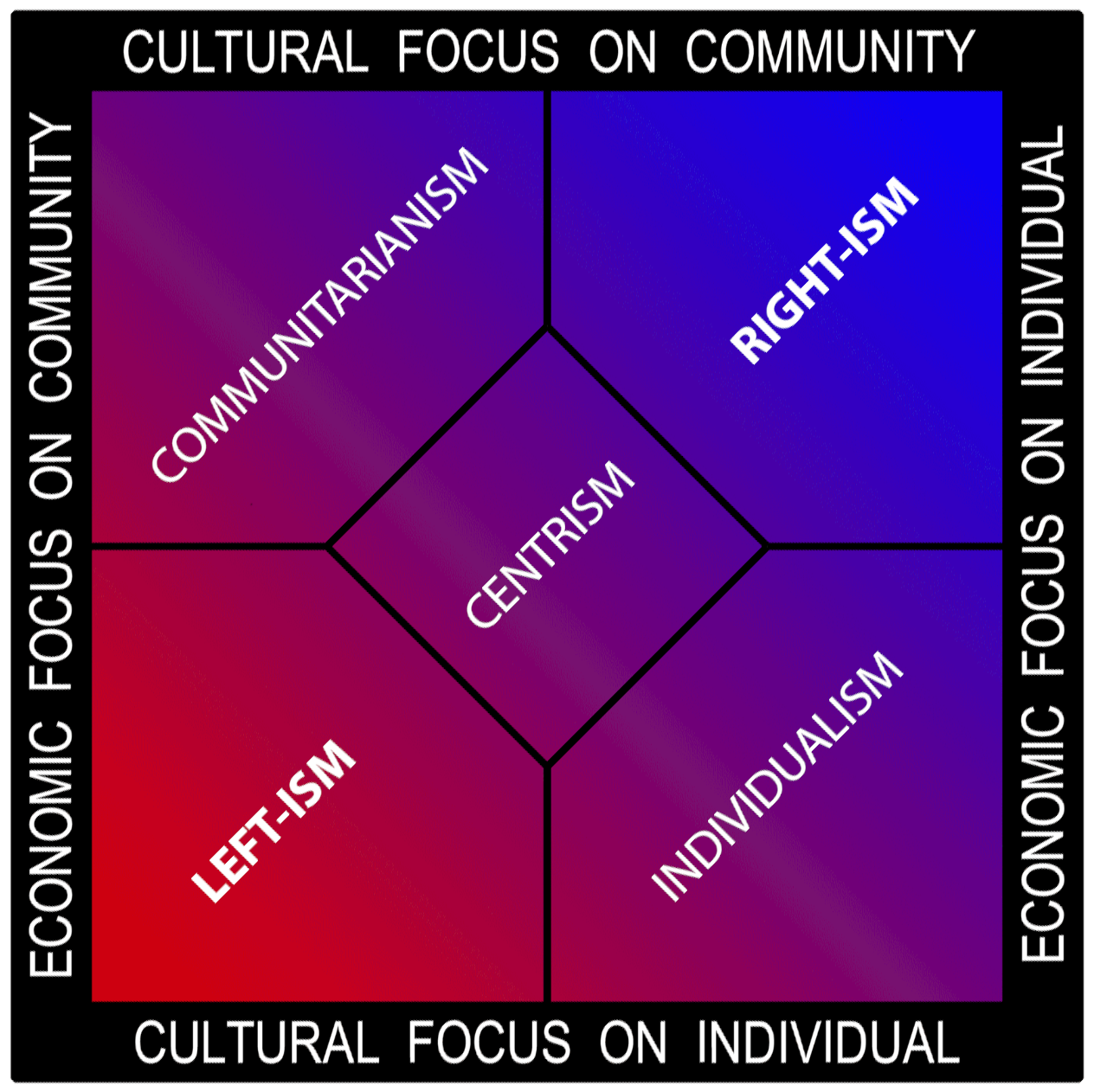
A variant of the Nolan chart using traditional political color coding (red leftism versus blue rightism) with communitarianism on the top left نمودار نولان

در ابتدا، اجتماع‌گرایان متهم شدند که در واقع محافظه کاران اجتماعی هستند. با این حال، بسیاری از اجتماع‌گرایان معاصر، به ویژه آنهایی که خود را اجتماع‌گرایان پاسخگو می نامند، به‌طور کامل درک می کنند و اغلب تأکید می کنند که قصد بازگشت به جوامع سنتی با ساختار قدرت خودکامه، تقسیم بندی سخت و رویه های تبعیض آمیز علیه اقلیت ها و زنان را ندارند. اجتماع‌گرایان پاسخگو در پی ایجاد جوامعی بر پایه مشارکت آزاد، گفتگو و ارزش های واقعاً مشترک هستند. لیندا مک کلین، منتقد اجتماع‌گرایان، این ویژگی اجتماع‌گرایان پاسخگو را به رسمیت می شناسد و می نویسد که برخی اجتماع‌گرایان "ضرورت ارزیابی دقیق آنچه در [هر سنت خاص] خوب و بد است و امکان جدا کردن برخی ویژگی ها... از دیگر ویژگی ها را" درک می کنند. و آر. بروس داگلاس می نویسد: "برخلاف محافظه کاران، اجتماع‌گرایان آگاه هستند که روزهایی که مسائلی را که با آن روبرو هستیم می توانستیم بر اساس باورهای یک بخش امتیازدار از جمعیت حل کنیم، دیر زمانی است که گذشته است."
یکی از تفاوت های عمده موضع اجتماع‌گرایانه با موضع محافظه کارانه اجتماعی این است که اگرچه جامعه اجتماع‌گرای ایده آل "جامعه خوب" به حوزه خصوصی نیز نفوذ می کند، اما تنها در پی پرورش مجموعه ای محدود از فضایل هسته ای از طریق یک مجموعه ارزش های توسعه یافته به صورت ارگانیک است و نه یک برنامه جامع و کلی نگر که از سوی دولت تعیین شود. به عنوان مثال، جامعه آمریکایی داشتن دین را بر بی دینی ترجیح می دهد، اما در مورد اینکه یک فرد باید پیرو کدام دین خاص باشد، بی طرف است. هیچ کد لباس دولتی تعیین شده ای، "تعداد صحیح" فرزند برای داشتن، یا مکان هایی که یک نفر باید در آنجا زندگی کند، وجود ندارد و غیره. خلاصه اینکه، یک ویژگی تعریف کننده کلیدی جامعه ایده آل اجتماع‌گرایانه این است که در تضاد با یک دولت لیبرال، آن مفاهیم مشترکی از خوبی را ایجاد می کند، اما دامنه این خوبی بسیار کوچکتر از آن چیزی است که جوامع خودکامه ارائه می دهند."

## انتقادات
نظریه پردازان لیبرال، مانند سایمون کنی، موافق نیستند که اجتماع‌گرایی فلسفی هیچ انتقاد جالبی نسبت به لیبرالیسم دارد. آنها اتهامات جامعه گرایان مبنی بر اینکه لیبرالیسم ارزش جامعه را نادیده می‌گیرد و دیدگاه "اتمیزه شده" یا غیراجتماعی از خود را دارد، رد می‌کنند.
بر اساس نظر پیتر ساچ، انتقادات اصلی به اجتماع‌گرایی عبارتند از:
اینکه اجتماع‌گرایی منجر به نسبی گرایی اخلاقی می‌شود؛
این نسبی گرایی لزوماً به تأیید مجدد وضع موجود در سیاست بین‌الملل منجر می‌شود؛ و
چنین موضعی به استدلال هستی شناختی رد شده‌ای متکی است که وضعیت بنیادی جامعه یا دولت را مفروض می‌گیرد.
او استدلال می‌کند که چنین انتقاداتی نمی‌تواند علیه نظریه‌های جامعه گرایانه خاص میکائیل والزر و مرون فرست وارد باشد.الگو:ابهام پرانتز
منتقدان دیگر بر رابطه نزدیک اجتماع‌گرایی با نولیبرالیسم و سیاست های جدید برچیدن نهادهای رفاه اجتماعی از طریق توسعه بخش سوم تأکید می‌کنند.

### مخالفتها
بروس فرانن - نویسنده کتاب اجتماع‌گرایان جدید و بحران لیبرالیسم مدرن (۱۹۹۶)
چارلز آرتور ویلارد - نویسنده کتاب لیبرالیسم و مسئله شناخت: رتوریک جدیدی برای دموکراسی مدرن، انتشارات دانشگاه شیکاگو، ۱۹۹۶.

## فهرست فیلسوفان جامعه گرا
نظریه پردازان و نویسندگان قدیمی تر
- ارسطو
- مارتین بوبر
- کنفسیوس
- شارل فوریه
- تامس هیل گرین
- گئورگ ویلهلم فریدریش هگل
- لئونارد هابهاوس
- جان اتکینسون هابسون
- نیکولو ماکیاولی
- رابرت اوون
- ژان-ژاک روسو
- الکسی دو توکویل
- لیکورگوس اسپارتی

نظریه پردازان معاصر
- چارلز تیلور
- رابرت پاتنم
- جوزف راز
- مایکل والزر
- امانوئل مونیه
- امیتای اتزیونی
- ویلیام گالستون
- گروه مخالفین دهه 1930
- کاستانزو پروه
- خوزه پرز آدان
- مارک کوچسوسکی
- الکساندر مارک
- استفان مارگلین
- بنجامین باربر
- گاد بارزیلای
- رابرت ان. بلا
- فیلیپ بلوند